# کنفرانس کازابلانکا

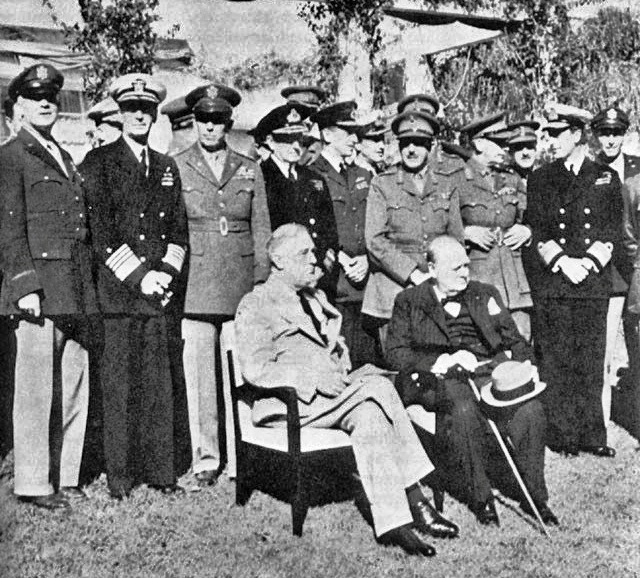
روزولت، چرچیل و مشاورانشان در کازابلانکا

کنفرانس کازابلانکا (انگلیسی: Casablanca Conference) به نشستی گفته می‌شود که در ماه ژانویه سال ۱۹۴۳ بین فرانکلین دلانو روزولت رئیس‌جمهور آمریکا و وینستون چرچیل نخست‌وزیر بریتانیا در کازابلانکای مراکش برگزار گردید.
به‌موجب این کنفرانس طرفین با طرح‌های حمله به سیسیل و ایتالیا، بمباران آلمان نازی، تسلیم بی‌قید و شرط نیروهای محور و انتقال نیروهای انگلیسی به جبهه خاور دور پس از محاصره آلمان نازی موافقت کردند.